# Le Conquet
Le Conquet (en bretó Konk-Leon) és un municipi francès, situat a la regió de Bretanya, al departament de Finisterre. L'any 2006 tenia 2.543 habitants.

## Demografia
| 1962                                       | 1968  | 1975  | 1982  | 1990  | 1999  | 2006  |
| ------------------------------------------ | ----- | ----- | ----- | ----- | ----- | ----- |
| 1 891                                      | 1 811 | 1 881 | 2 011 | 2 149 | 2 408 | 2 543 |
| Des de 1962: població sense dobles comptes |       |       |       |       |       |       |

## Administració
| Període | Identitat   | Partit |
| ------- | ----------- | ------ |
| 2008-   | Xavier Jean |        |

## Personatges il·lustres
- Jean-François Le Gonidec (1775-1838), autor del primer diccionari del bretó modern.
- Mikael an Nobletz, autor en bretó.